# Jehoszua Borkowski
Jehoszua Borkowski, Szuki Borkowiski (hebr. יהושע בורקובסקי, ang. Joshua Borkovsky, ur. 1952 w Riszon le-Cijjon) – izraelski artysta, malarz i rzeźbiarz.
Od 1973 do 1977 studiował w Bezalel Academy of Arts and Design w Jerozolimie, a następnie rozpoczął pracę w Art. Teachers College w Ramat ha-Szaron Od 1979 wykładał teorię rzeźby na macierzystej uczelni, w 1981 wyjechał do Nowego Jorku i studiował Hunter College. Po powrocie został wykładowcą warsztatów artystycznych na Uniwersytecie Hebrajskim w Jerozolimie. W 2003 był finalistą konkursu „Światło i materia” zorganizowanego przez The Adi Prize for Jewish Expression In Art and Design.

## Wystawy indywidualne
- 1979 Yarkon Park Art Pavilion, Tel Awiw
- 1980 Hunter Gallery, Nowy Jork
- 1985 Aika Brown Gallery, Jerozolima
- 1986 Bezalel Academy Art Gallery, Jerozolima
- 1987 Israel Museum, Jerozolima
- 1988 Artifact Gallery, Tel Awiw
- 1990 Gimel Gallery, Jerozolima
- 1994 “The Death of Virgil”, Artifact Gallery, Tel Awiw
- 1998 “Pin Cone”, Noga Gallery, Tel Awiw
- 2001 “Voyage”, Noga Gallery, Tel Awiw
- 2003 "Echo& Narcissus", Noga Gallery, Tel Awiw
- 2003 “Anamorphoses”, Noga Gallery, Tel Awiw
- 2005 "In Between", Ein-Harod Museum of Art
- 2006 "Echo & Narcissus", paintings, Noga Gallery, Tel Awiw
- 2008 "Vera Icon" Noga Gallery, Tel Awiw
- 2009 "Vera Icon" Oranim college, Oranim